# Veronica anagallis-aquatica
L'herba de folls (Veronica anagallis-aquatica), també anomenada (per traducció literal de l'epítet específic) anagall d'aigua, és una espècie de planta amb flors de la família  Plantaginàcies, àmpliament distribuïda per tot el continent europeu i a les parts més humides dels Països Catalans.
Dintre del gènere Veronica, als Països Catalans hi ha un cert nombre d'espècies pròpies de llocs particularment humits, mulladius, fonts i rierols; com són V.ponae, V.beccabunga, V.scutellata, o la pròpia herba de folls.

## Descripció
És una herba erecta, lleugerament suculenta, que fa al voltant de mig metre d'alçada o una mica més. Les flors de color blau pàl·lid o rosat, amb venes més fosques del mateix color, petites(5–10mm diam), surten en espigues multiflores (20-40(60)), a l'axil·la de les fulles superiors. Com totes les veròniques, tenen 4 pètals soldats només a la base, dels quals un és un xic més petit que els altres. les fulles són oposades, sèssils o molt curtament peciolades, lanceolades i amb el marge dentat, que són els caràcters que permeten diferenciar-la de V.beccabunga, amb la que comparteixen els ambients on viuen.

## Distribució
L'espècie és nativa d'Europa, Àfrica i Àsia, però viu naturalitzada a Amèrica del Nord i del Sud. Als Països catalans la podem trobar al Rosselló, Vallespir i les províncies d'Alacant. Barcelona, Castelló, Girona, Illes Balears, Lleida, Tarragona i València. És una planta semi-aquàtica que pot arrelar en llocs inundats i que es troba en molts tipus d'hàbitats humits, sovint creixent en aigües poc profundes a les vores dels rierols, estanys i en altres zones humides.

## Taxonomia
Aquesta espècie va ser inicialment descrita per Carl von Linné a Species Plantarum, 12 (1753). Segons el criteri de la Flora dels Països Catalans se n'ha descrit tres subespècies amb petites diferències entre elles que en altres contextos són considerades espècies separades:
- V. anagallis-aquatica subsp. anagalloides (Guss.) Batt. (=V. anagalloides Guss.): Bastant rara, del Vallespir, Alt Empordà, Mallorca i Menorca. És una planta anual, glabra o pubescent, més menuda (màxim dos pams), amb la càpsula el·líptica (més llarga que ampla) i que sobrepassa els sèpals. La corol.la també és menor (uns 3,5mm), normalment lilosa. La tija és més o menys plena, amb un teixit esponjós.

Hi ha dues altres subespècies més robustes, amb càpsula arrodonida, amb longitud inferior al calze i la tija fistulosa (buida per dintre):
- V. anagallis-aquatica subsp. aquatica Maire (=V. catenata Pennell): Bastant rara, ambients litorals del Delta de l'Ebre al Delta del Llobregat, Alacant i Eivissa. Planta amb flors blanquinoses o rosades, amb corol.la petita (3,5 mm). Calze i pedicels pubescents. Els pedicels dels fruits fan angle recte amb la tija. La part més ampla de la fulla es troba cap a la meitat inferior.
- V. anagallis-aquatica subsp. anagallis-aquatica (Guss.) Batt.: La subespècie típica, més àmpliament distribuïda. És una planta glabra (sense pèls) o  gairebé, que pot passar de més d'un metre d'alt. Els pedicels dels fruits fan un angle agut amb la tija que els porta. El color de la flor sol ser blau-lilós. Les fulles inferiors poden ser curtament peciolades. La part més ampla de la fulla es troba cap al mig.[1]

## Galeria d'imatges

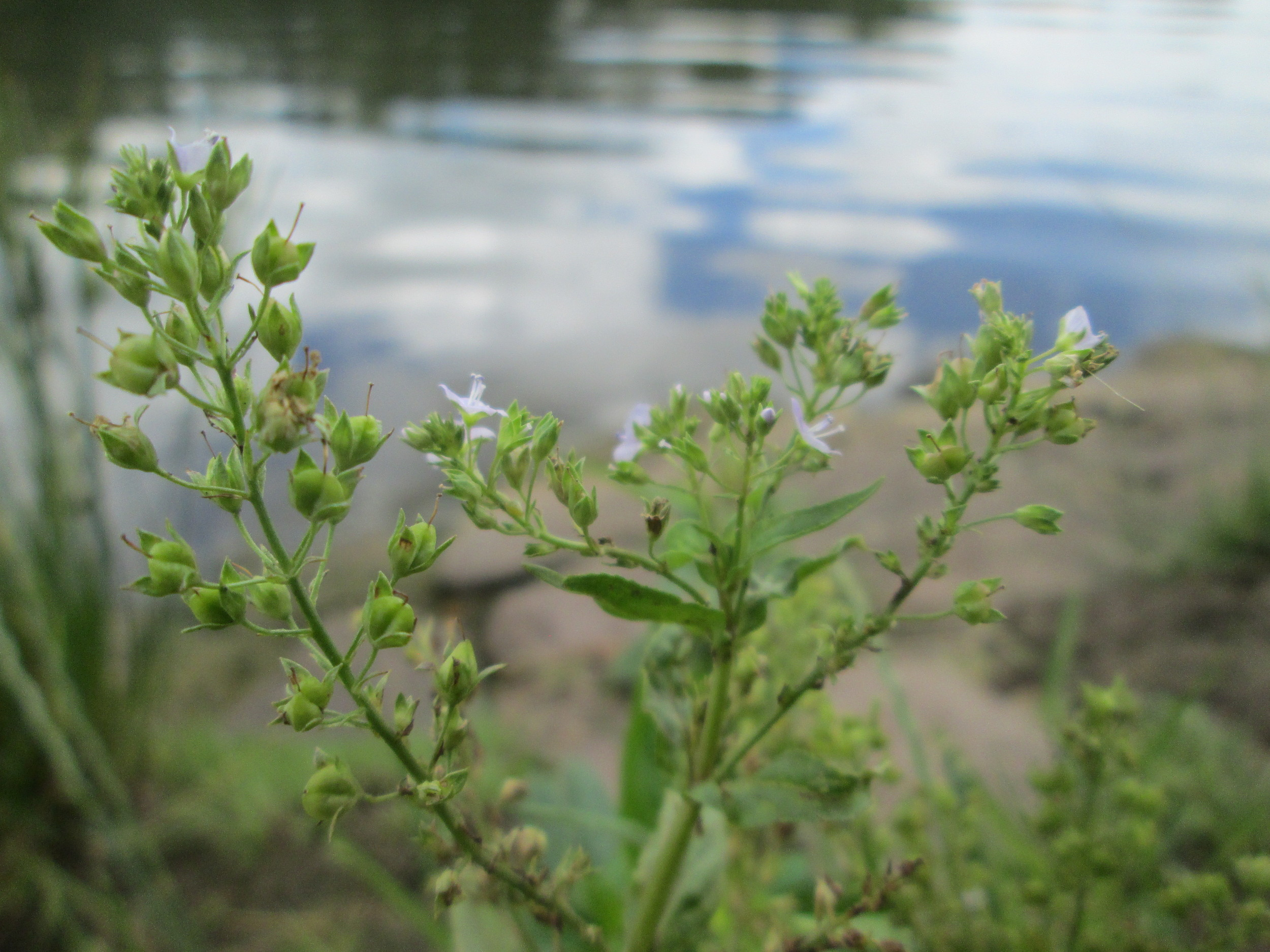
Branca amb fruits (en forma de càpsula)
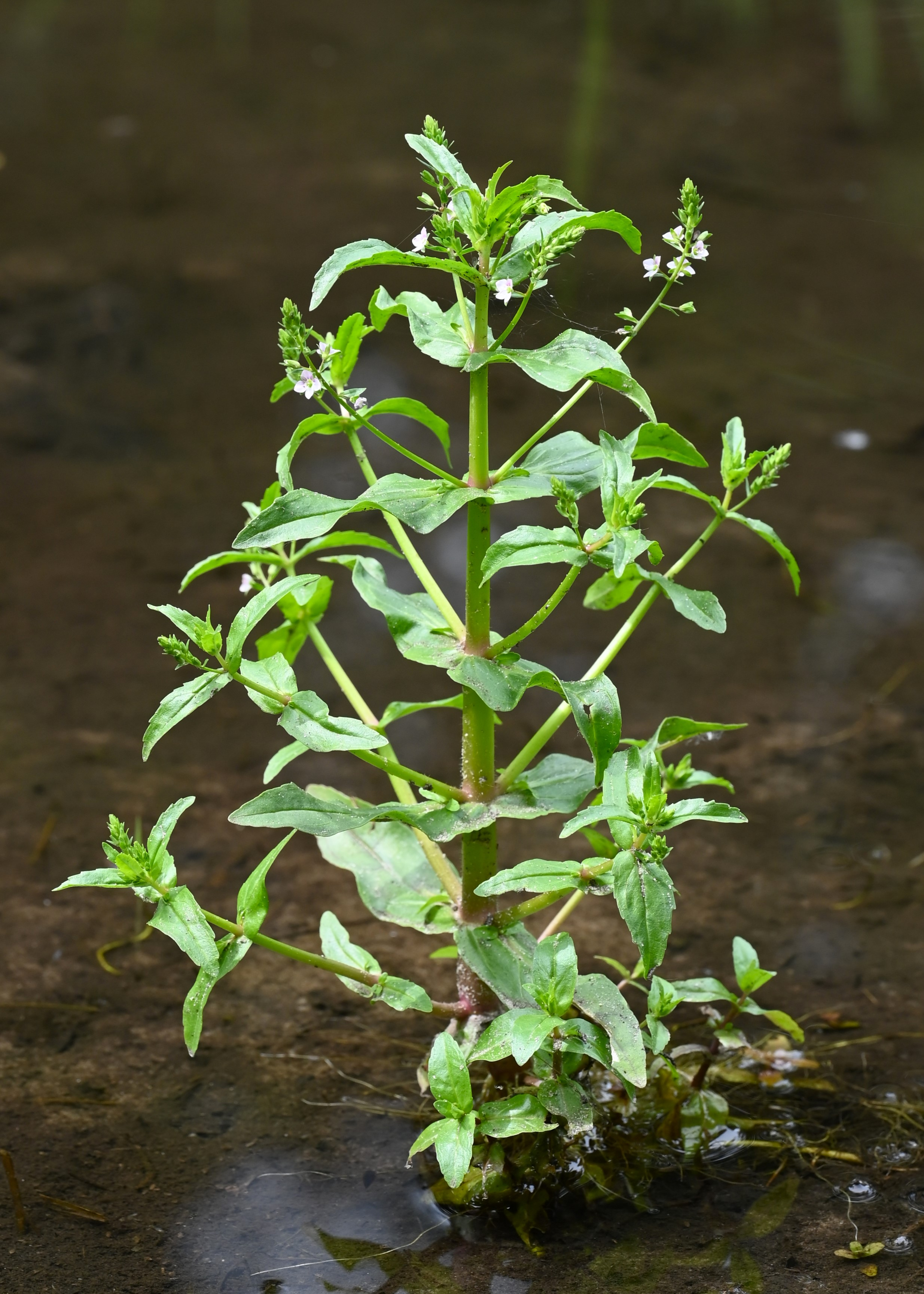
Aspecte general
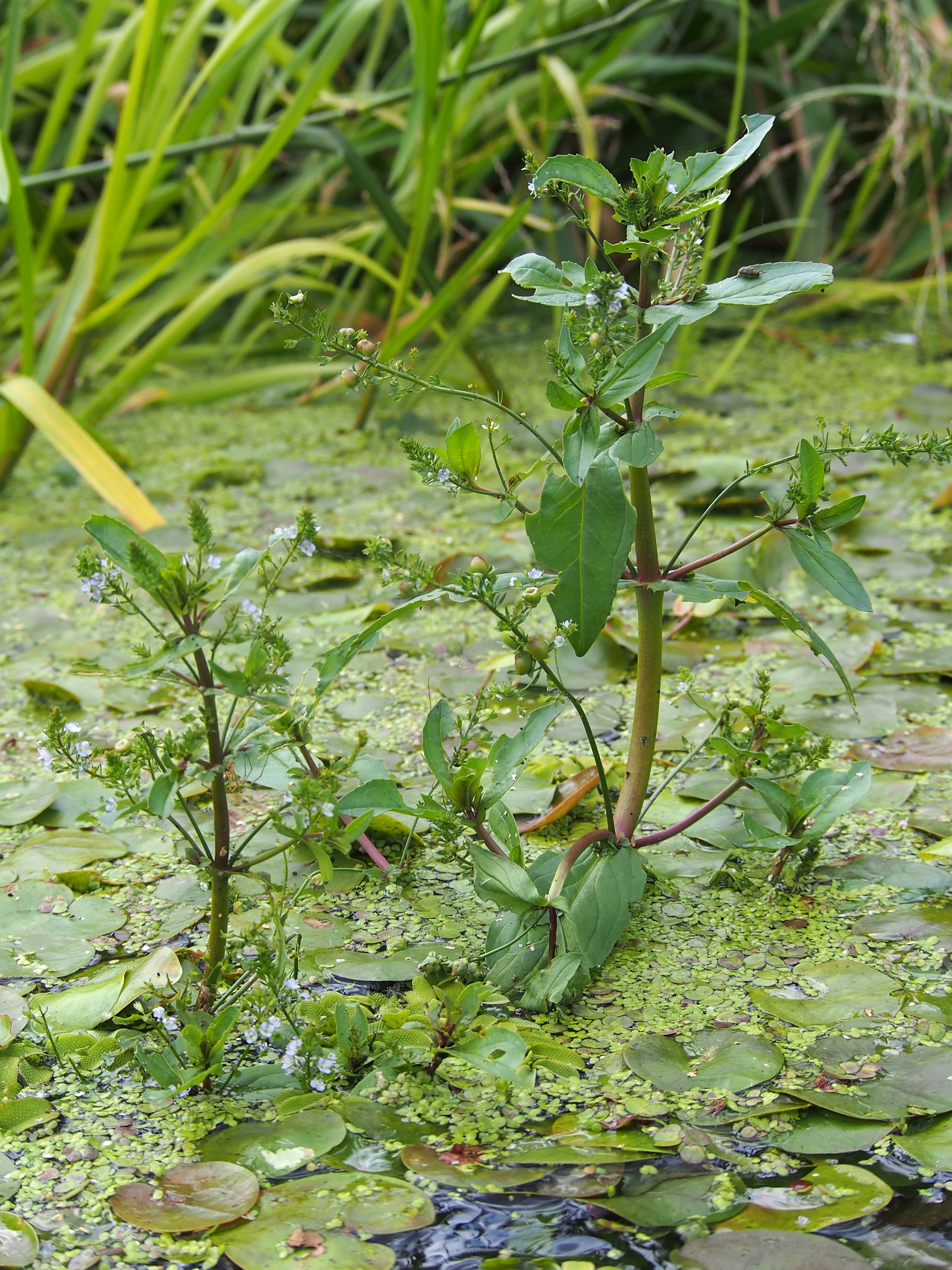
A Polònia, en el seu ambient, amb Salvinia natans i altres espècies aquàtiques
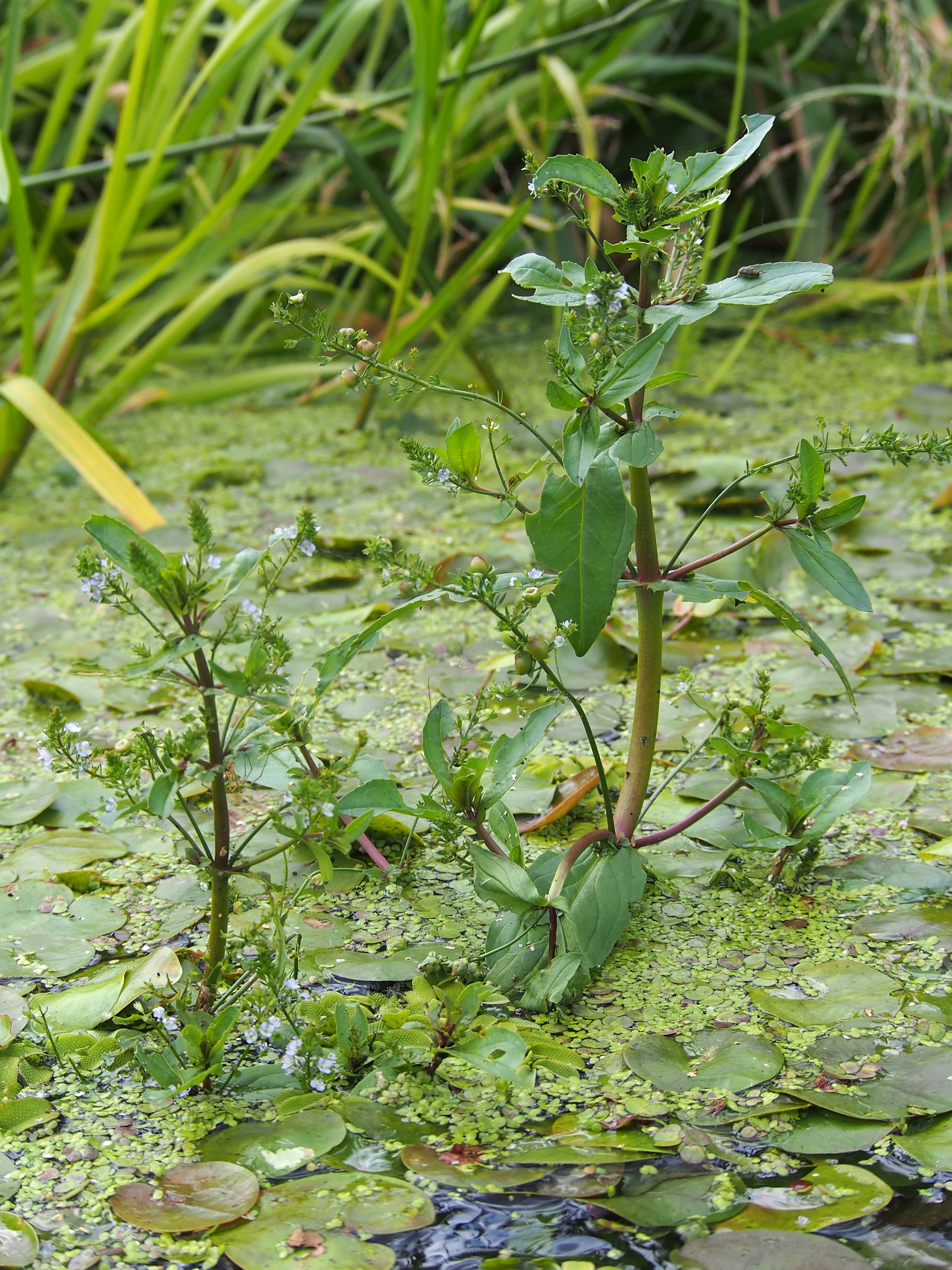
Veronica anagallis-aquatica Przetacznik bobownik Oława 2023-08-11 03
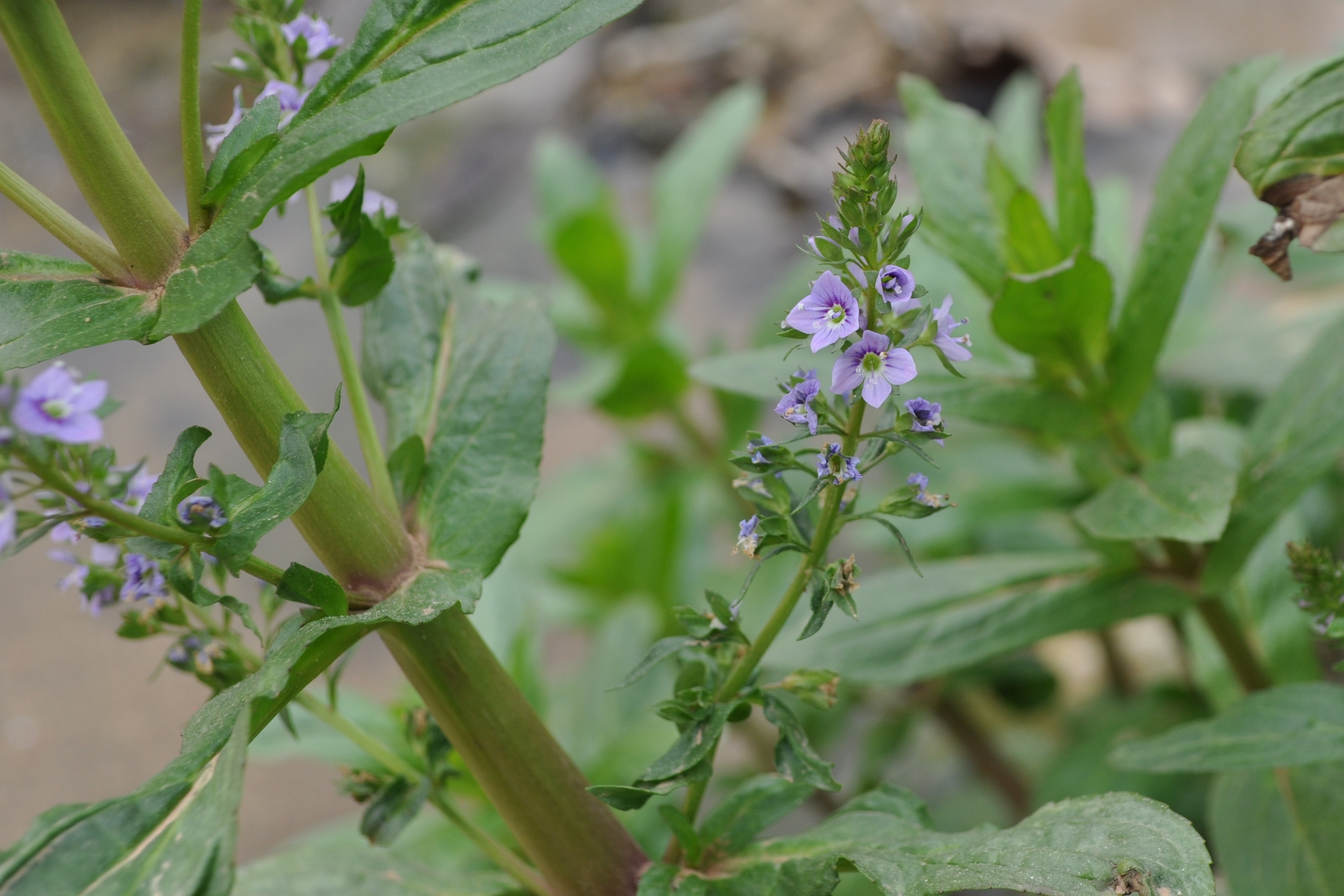
Individu a Santa Coloma de Farners (Catalunya)